# Tom Wills
Thomas Wentworth Wills (19 de agosto de 1835 - 2 de maio de 1880) foi um jogador de críquete australiano. Ele inventou o futebol australiano. uma estátua dele foi erguida em Melbourne em 2001.